# Sporting Clube de Arcozelo
O Sporting Clube de Arcozelo é um clube português localizado na freguesia de Arcozelo, concelho de Vila Nova de Gaia, distrito do Porto. O clube foi fundado em 20 de Agosto de 1963 e o seu actual presidente é José Oliveira. Os seus jogos em casa são disputados no Complexo Desportivo  Arcozelo.
A Historia do S.C. Arcozelo
Em Janeiro de 1963 começa-se a fomentar a ideia de criar uma organização desportiva. Varias pessoas aderem a ideia. Em volta da mesma cria-se uma onda de entusiasmo e é formada uma comissão organizadora. O primeiro donativo chega dos Arcozelenses emigrados na Venezuela. A 20 de Agosto de 1963 é fundado o Sporting Clube Arcozelo.
Os seus fundadores são: Eduardo Oliveira Madeira, António Teixeira Amendoeira, António dos Santos Pereira, Adelino Assunção, Luciano Pereira Machado, António Ferreira Guedes, Armindo da Rocha Lago, Bernardino Costa, Mário José de Almeida, Manuel Figueira de Castro e José Marques. O primeiro presidente foi Eduardo Oliveira Madeira. 
Em Novembro de 1963 aluga-se um terreno situado na rua de Mergunhos que viria a ser o campo de jogos do Sporting Clube Arcozelo. A 13 de Dezembro de 1963 os estatutos são aprovados e publicados no Diário do Governo com o nº292-III série. Em Abril de 1964 têm inicio os treinos das futuras equipas de futebol do S.C.A em casa do clube vizinho, o CF Serzedo. No mesmo período são também adquiridos os primeiros equipamentos.  A 4 de Junho começam as obras de terraplenagem do futuro campo de jogos da rua de Mergunhos. Em Agosto de 1964 o S.C.Arcozelo é inscrito na A.F. Porto mesma altura que completa o 1º Aniversário. Têm inicio os treinos no Campo de jogos do S.C.A. sob a orientação do Sr. António Ferreira Guedes. No dia 13 de Setembro é organizado um Festival Desportivo para apresentação das equipas de honra bem como para a inauguração não oficial do parque de jogos. Com o decorrer dos anos, o hoje denominado Complexo Desportivo Arcozelo foi crescendo a todos os níveis com a construção de uma bancada, instalação de nova iluminação, colocação de relva sintética e de cadeiras na respectiva bancada. Também foi construído um novo edifício sede e mais balneários. Todas as Secções são coordenadas e orientadas por professores licenciados em Educação Física nas diversas áreas. Treinadores licenciados , sendo apoiados por responsáveis idôneos, médicos, fisioterapeutas e massagistas. Atualmente, o S.C. Arcozelo conta com 850 Sócios e cerca de 800 atletas e participa com as suas equipas nos campeonatos regionais da A.F. Porto e A.V. Porto e em Campeonatos Nacionais de Voleibol. 
Em 2020 o Clube foi certificado pela Federação Portuguesa de Futebol como Entidade Formadora 3 Estrelas.
A equipa de seniores participa, na época de 2020-2021, na Divisão Honra da Associação de Futebol do Porto. O Plantel sénior, um dos mais jovens da competição, é constituído  por 26 atletas, 22 deles formados no Sporting Clube Arcozelo, o SC Arcozelo também tem uma equipa B que joga na AF Porto 2ª Divisão Série 1.

## Classificações por época
| Época     | Nível | Divisão                   | Classificação | Taça de Portugal |
| --------- | ----- | ------------------------- | ------------- | ---------------- |
| 2012/2013 | 7*    | 2ª Divisão da AF Porto    | 2º            | -                |
| 2013/2014 | 6     | 1ª Divisão da AF Porto    | 6º            | -                |
| 2014/2015 | 6     | 1ª Divisão da AF Porto    | 9º            | -                |
| 2015/2016 | 6     | 1ª Divisão da AF Porto    | 12º           | -                |
| 2016/2017 | 6     | 1ª Divisão da AF Porto    | 7º            | -                |
| 2017/2018 | 5     | Divisão Honra da AF Porto | 11º           | -                |
| 2018/2019 | 5     | Divisão Honra da AF Porto | 14º           | -                |
| 2019/2020 | 5     | Divisão Honra da AF Porto | 11º           | -                |

Legenda das cores na pirâmide do futebol português
     1º nível (1ª Divisão / 1ª Liga) 
     2º nível (até 1989/90 como 2ª Divisão Nacional, dividido por zonas, em 1990/91 foi criada a 2ª Liga) 
     3º nível (até 1989/90 como 3ª Divisão Nacional, depois de 1989/90 como 2ª Divisão B/Nacional de Seniores/Campeonato de Portugal)
     4º nível (entre 1989/90 e 2012/2013 como 3ª Divisão, entre 1947/48 e 1989/90 e após 2013/14 como 1ª Divisão Distrital) 
     5º nível
     6º nível
     7º nível

## Palmares:
- 2.ª Divisão da AF Porto (2): 1997–98, 1982–83

Ciclismo: 
Belmiro Fernandes: campeão nacional de ciclocrosse 1972
Participou 1/128 DE FINAL Taça de Portugal 1986/1987 Sendo Eliminado Por 1-2 Contra UD Valonguense
| SC Arcozelo | 1-2 | UD Valonguense |

## Ciclismo
Sc Arcozelo teve uma equipa de ciclismo, chegou a participar na volta a Portugal o maior triunfo da equipa foi com Belmiro Fernandes campeão nacional de ciclocrosse 1972, ele que é irmão do famoso antigo ciclista Venceslau Fernandes. nesta mesma equipa correu o ciclista francisco santos. (equipa de 1970 composta por único ciclista Francisco Santos, Diretor Armando Rocha, Mecânico Carlos Alberto, Treinador Manuel Fernandes, Seccionista Rodrigo Coelho, Diretor Jacinto Silva).

## Situações
O S.C. Arcozelo tem um hino, e uma claque de nome ultras green gang neste momento não se encontra ativa